# 韩昌瑞
韩昌瑞（1940年—），男，河北行唐人，中国射击运动员，运动健将。曾获体育运动荣誉奖章。